# Siły Zbrojne Bułgarii
Siły zbrojne Bułgarii (bułg. Българска армия) – siły i środki wydzielone przez Bułgarię do zabezpieczenia własnych interesów i prowadzenia walki zbrojnej zarówno na jej terytorium, jak i poza nim. 
Składają się z wojsk lądowych, wojsk powietrznych i marynarki wojennej. Od 1 stycznia 2008 jest to armia zawodowa, choć siły powietrzne i marynarka wojenna przeszły na zawodowstwo już w 2006 r.
Wojska bułgarskie w 2014 roku liczyły 35 tys. żołnierzy zawodowych oraz 32,5 tys. rezerwistów. Według rankingu Global Firepower (2014) bułgarskie siły zbrojne stanowią 70. siłę militarną na świecie, z rocznym budżetem na cele obronne w wysokości 700 mln dolarów (USD).
W 2004 r. Bułgaria wstąpiła do NATO.
Patronem sił zbrojnych jest św. Jerzy, a świętem wojska jest 6 maja.